# برادر کوچک (فیلم ۲۰۲۳)
برادر کوچک (به انگلیسی: Little Brother) یک فیلم درام آمریکایی محصول سال ۲۰۲۳ به کارگردانی شرایدن اودانل است. در این فیلم بازیگرانی همچون دنیل دایمر، فیلیپ اتینگر، جی. کی. سیمونز و پالی درپر ایفای نقش کرده‌اند.
این فیلم اولین بار در ۲۳ آوریل ۲۰۲۳ در جشنواره فیلم آتلانتا به نمایش درآمد.

## خلاصه داستان
جیک، برادر بزرگترش پیت، با بازی اتینگر، را پس از اقدام به خودکشی اخیرش، برای مداخله‌ی خانوادگی به خانه می‌برد.